# Niwlu
Niwlu – wieś w Iranie, w ostanie Azerbejdżan Zachodni. W 2006 roku liczyła 213 mieszkańców w 61 rodzinach.